# Pardosa ilgunensis
Pardosa ilgunensis este o specie de păianjeni din genul Pardosa, familia Lycosidae, descrisă de Nosek, 1905.
Este endemică în Turcia. Conform Catalogue of Life specia Pardosa ilgunensis nu are subspecii cunoscute.